# Боинг B-17
Боинг B-17 „Летећа тврђава” (енгл. Boeing B-17 Flying Fortress) је био амерички бомбардер из периода Другог свјетског рата. Сматра се једним од најпознатијих бомбардера свих времена.
Заједно са авионима B-24 Либерејтор и B-29 Супертврђава, чинили су главну снагу тешких бомбардера САД у Другом свјетском рату.
Производила га је фабрика Боинг од 1939. до 1945. Произведено је укупно 12.731 авиона.

## Развој
У августу 1934. године, у вези са студијама војних теоретичара о будућем рату и улози коју ће у њему играти авијација — посебно бомбардерска Амерички војни ваздухопловни корпус дао је компанији Боинг смернице за развој тешког бомбардера следеће генерације, које треба да помире велике димензије са аеродинамичком ефикасношћу. 16. августа започели су радови у дизајнерском бироу Боинг (у почетку под управом Е. Г. Емери, а затим Едвард Цуртис Веллс).
Први лет прототипа је био 28. јул 1935., под називом Боинг Модел 299, са 4 мотора Прат и Витни Хорнет (Pratt&Whitney Hornet) од по 750 КС сваки.
Посада је била 8 људи, а носивост 8 бомби од по 272 kg (600 фунти). Прототип је након неког времена уништен у удесу, али Ратно Ваздухопловство САД је било довољно импресионирано да наручи серију, која је имала моторе Рајт Циклон (Wright Cyclone). Прва испорука модела B-17Б у јединице РВ је била јуна 1939. Посљедња испорука серијских авиона — април 1945.

## Даљи развој
У току рата је овај авион интензивно унапређиван на основу потреба ратишта, примедби пилота и напретку ваздухопловне и ратне технике. Укупно је развијено десет типова ових авиона. Који су се међусобно разликовали по снази уграђених мотора, опреми и перформансама.
После Другог светског рата, користе се за фотографисање терена, обуку, спашавање на мору и друге намене. Неки се користе за тестирање нових турбоелисних мотора, а већина завршавају као ваздушне мете, музејски експонати или старо гвожђе.

## Технички опис
Авион B-17 Летећа тврђава је вишенаменски авион (тешки бомбардер, транспортни, извиђачки, патролни, спасилачки), конзолни нискокрилни једнокрилац (крило му скоро тангира доњу ивицу трупа) на коме се налазе четири клипна радијална мотора са ваздушним хлађењем Wright R-1820, у зависности од типа авиона, снаге од 930 до 1.200 KS. Труп авиона је округлог попречног пресека. Имао је класичан реп са хоризонталним стабилизатором са кормилима дубине, и вертикални стабилизатор са кормилима правца. Авион има увлачећи стајни трап класичног типа са нископритисним гумама. Конструкција авиона је потпуно метална, направљена од легура лаких метала.
Труп авиона Б-17 је направљен као полумонокок конструкција са попречним ребрима повезаним међусобно уздужним укрућењима за која је закивцима причвршћена алуминијумска лимена облога трупа авиона. У предњи део трупа авиона су смештени кабина пилота, навигатора, инжењера и митраљезаца са турела која се налази у кљуну и крову авиона. У овом простору се могу комотно сместити шест чланова посаде. Поглед на терен је навигатору обезбеђен кроз застакљени кљун авиона, а калота која се налази на крову авиона му служи за утврђивање положаја авиона секстантом. Пилотска кабина има седишта за два пилота који седе један поред другог. Велике стаклене површине пилотске кабине омогућују леп преглед околине авиона.
У средњи део трупа је смештен простор за смештај бомби, који са доње стране има пар двокрилних врата која се отварају док траје испуштање бомби за време бомбардовања. У репном делу трупа авиона се налази простор за митраљесце који опслужују два бочна митраљеза и једну турелу која се налази на трупу авиона. Бочни митраљези дејствују кроз прозоре који су за ту намену отворени на бочним страницама трупа. Подна турела се у току слетања и полетања авиона увлачи у труп авиона а у току лета и за време дејства митраљеза извлачи. У четвртом, крменом делу авиона је смештена кабина репног стрелца.
Авион је био опремљен са четири ваздухом хлађеним радијална мотора са 9 цилиндара и суперчарџером, Wright R-1820 снаге од 930 до 1.200 KS. На вратила мотора је биле причвршћене трокраке металне вучне елиса са променљивим кораком Hamilton.
Крила авиона су са две рамењаче кутијастог типа. Облик крила је трапезни са заобљеним крајем а оса крила је управна у односу на труп авиона. Конструкција је метална а облога од алуминијумског лима закивцима причвршћена за носећу конструкцију. За предњу рамењачу су причвршћени мотори и сви њима потребни агрегати а за задњу рамењачу су била причвршћени елерони и закрилца. Покретни делови крила (елерони и закрилца) су направљени као алуминијумска конструкција обложена алуминијумским лимом. У унутрашње шупљине крила (кутије) су смештене инсталације и системи за управљање авионом. Нападне ивице крила су опремљена системом против залеђивања. У крилним шупљинама су смештени самозаптивајући гумени резервоари за гориво и простор за ноге стајног трапа са точковима.
Реп авиона класичан са вертикалним стабилизатором и кормилом правца и хоризонталном стабилизаторима са кормилима дубине. Носеће конструкције репа су металне а облога од алуминијумског лима причвршћена закивцима. Управљачке површине кормило правца и кормило дубине су металне конструкције обложене алуминијумским лимом.
Стајни трап му је класичан, предње ноге се увлаче у гондоле мотора авиона а задња нога која ае налази испод репа авиона 9ублсчи се у труп авиона. Увлачење нога стајног трапа се обавља уз помоћ електромотора. Ноге стајног трапа су опремљене точковима са хидрауличним кочницама и гумама ниског притиска (балон гумама).

## Варијанте
- Модел 299 — један примерак намењен за испитивање, није формално пренет у оружане снаге. Лет: 28. јула 1935. Погон: четири радијална мотора Pratt & Whitney SIE-G Hornet снаге 750 KS.
- XB-17 (X1B-17) — пробна серија, произведено 13 комада. Лет: 2. децембра 1936. Погон: мотори Wright R-1820-39 Cyclone са полетном снагом од 930 KS.
- B-17А (X1B-17А) — једна копија X1B-17, обновљена и коришћена за испитивања мотора са турбопуњачем. Лет: 29. априла 1938. Погон: мотори Wright R-1820-51 са почетном снагом од 1.000 KS. Наоружање: пет митраљеза.
- B-17B (Модел 299М) — произведена је прва серијска верзија, 39 ком. Лет: 27. јуна 1939. Погон: мотори Wright R-1820-51 са почетном снагом од 1.000 KS. Наоружање: пет митраљеза, до 2.176 kg бомби (8 × 272 kg).
- B-17C (Модел 299H) — друга серијска верзија, произведено је 38 ком. Лет: 21. јула 1940. Погон: мотори Wright R-1820-65 са почетном снагом од 1.200 KS. Наоружање: пет митраљеза, до 2.176 kg бомби. Служио је у Великој Британији под ознаком Fortress Мк I.
- B-17D (такође означен као фабрички модел 299H) — трећа серијска верзија, произведено је 42 ком. Лет: 3. фебруара 1941. Погон: мотори Wright Р-1820-65 са почетном снагом од 1.200 KS. Наоружање: седам митраљеза, до 2.176 kg бомби.
- B-17Е — четврта серијска верзија, са новим дизајном репа са репним митраљезима, произведено је 512 ком. Служио је у Великој Британији под ознаком Fortress Мк. IIА . Лет: 5. септембра 1941. Погон: мотори Wright Р-1820-65 са почетном снагом од 1.200 KS. Оружје: осам митраљеза, до 3.628 kg бомби.
- B-17F (Модел 299П) — пета серијска верзија, произведено је 3.405 ком. (укључујући 1.105 изван постројења Боеинг-а). Служио је у Великој Британији под ознаком Fortress Мк. II . Лет: 30. маја 1942. Погон (касније копије): мотори Wright Р-1820-97 са почетном снагом од 1.200 KS. Оружје: обично десет митраљеза, до 4.354 kg бомби.
- Б-17G (Модел 299О) — шеста серијска верзија, произведено 8.680 ком. Служио је у Великој Британији под ознаком Fortress Мк. III . Лет: 21. маја 1943. Погон: мотори Wright Р-1820-97 са почетном снагом од 1.200 KS. Оружје: тринаест митраљеза, до 4.355 kg бомби.
- B-17H — ненаоружана верзија морског спасавања заснована на B-17G, који носи брод за спасавање А-1. У употреби од априла 1945. до 1959. (од 1948. означен SB-17G). Изграђено је 147 авиона ове верзије.

## Карактеристике
- (Подаци за B-17Г)

- Тешки бомбардер
- Први лет прототипа: 28. јул 1935.
- Уведен у употребу (Б-17Б): јун 1939.
- Произвођач: Боинг (Boeing)
- Димензије
- Масе
- Погонска група
- Мотор: четири, Рајт-1820-97 снаге по 1200 КС сваки

## Перформансе
- Максимална брзина: 462 Km/h, Ц и Д 520
- Радијус дејства: 1.760 Km са највећим теретом
- Оперативни плафон: 10.670
- Брзина уздизања: до 4,6 m / min

## Наоружање
- Стрељачко: 10-13 митраљеза 12,7 mm Браунинг (Browning) у 4 куполе са по 2, 2 у странама носа, 2 у прозорима на трупу, 1 на леђима код радио оператора, са варијацијама између типова
- Бомбе: највише до 5.800 Kg, нормално до 2.724

## Оперативно коришћење
Тешки бомбардер Боинг B-17 је за време рата коришћен на готово свим ратиштима. Пре свега на Европском и Пацифичком ратишту, затим на Атлантику и Енглеској и на Средоземљу и Северној Африци.

### У Другом светском рату
Б-17Ц је била прва верзија испоручена Краљевском ратном ваздухопловству на тестирање. Замрзавање митраљеза на висини, неисправности Норден нишана и напади њемачких ловаца из углова који нису били покривени митраљеском ватром су били међу проблемима, које су Британци документовали и обавестили Боинг. Остали авиони су послати на задатке обалског патролирања. У британској служби су авиони B-17Ц имали назив „Тврђава” I (енгл. Fortress I).
Побољшана верзија B-17Д учествује у раним борбама на Пацифику против Јапана. Борбена искуства доводе до унапријеђене верзије B-17Е, са погоњеним куполама за митраљезе, повећаним вертикалним репом и много бољим наоружањем и опремом. Ова верзија се масовно производи у фабрикама Боинг, Локид-Вега и Даглас-Тулса. B-17Е је био први бомбардер 8. бомбардерске команде САД у Енглеској, која почиње нападе на Европу 17. августа 1942.
Ускоро је Е верзија замијењена са B-17Ф, којих је изграђено 3405. Верзија Ф уводи побољшања као дужи нос од плексигласа, „весло” пропелере и поткрилне носаче бомби.
Крајем 1942. појављује се финализирана верзија Г, са додатном „подбрадном” куполом са још 2 митраљеза 12.7 mm.
Ово је уведено пошто је примећено да њемачки ловци почињу да нападају спреда, где је авион био слабије заштићен. Израђено је 8680 авиона верзије Г, и тиме је укупна производња свих верзија достигла 12.731. Многи авиони верзија Ф и Г су добили H2X радар.
Познате акције „летећих тврђава” укључују напад на Швајнфурт, и бомбардовање разних других мета у окупираној Европи.
Друге верзије укључују F-9 извиђач, XC-108 транспорт, CB-17 транспорт, PB-1W авион за радарско рано јављање, PB-1G за спашавање на мору, QB-17 ваздушна мета, XB-40 ловац за праћење других B-17 (са додатним митраљезима) и BQ-7 Афродита радио-навођене летеће бомбе са 12000 фунти експлозива.

### После Другог светског рата
Након Другог светског рата овај авион се користио у ратне сврхе током Корејског рата и у Израелу.
У мирнодопске сврхе, после рата авион Боинг B-17 је коришћен као патролни авион обалске страже, затим као транспортни авион, као спасилачки авион, као авион за фотограметријска снимања, као летећа лабораторија за испитивање турбоелисних мотора и авион за специјалне операције.

## Авион Боинг B-17 у Југославији
Према сведочењу пилота Мајкла Бризаса који је својим авионом П-38 Лајтинг принудно слетео на аеродром Сомбор 2. април 1945. године на том аеродрому је затекао један авион Боинг B-17 и два авиона B-24 Либератор. Највероватније да је B-17 био оштећени авион који се помиње у. Нема података о даљој судбини принудно слетелог авиона B-17 у Југославији.

## Земље које су користиле авион B-17
| - Аргентина - Бразил - Боливија - Трећи рајх - Канада - Колумбија | - Данска - Доминиканска Република - Француска - Ирак - Саудијска Арабија - Израел | - Јапанско царство - Мексико - Португалија - Јужноафричка Унија - Перу - Кина | - СССР - Уједињено Краљевство - Швајцарска - Шведска - САД |

## Сачувани примерци авиона Боинг B-17
У свету је до данас (2020) сачувано 51 примерак ових авиона. Највећи број се налази у САД-у, по два се налазе на Гренланду, Француској, Великој Британији а по један комад у Бразилу и Канади. У Европи се ови авиони могу видети у музејима:
Француска
- Серијски број: 44-8846 Локација: Association Forteresse Toujours Volante, Aerodrom Orli, Paris, France.
- Серијски број: 44-8889 Локација: Musee de l'Air Aerodrom Le Bourget pored Parisa.

Велика Британија
- Серијски број: 44-83735 Локација: Imperial War Museum, Duxford, England.
- Серијски број: 44-83868 Локација: RAF Museum, Hendon, England.

## видео
- B-17 Flying Fortress Bombing Mission military.com